# Enrique Vila-Matas
Enrique Vila-Matas (Barcellona, 31 marzo 1948) è uno scrittore e saggista spagnolo.
È autore di oltre trenta opere, tra cui romanzi, saggi e altri tipi di libri narrativi e miscellanei.
La sua opera è stata insignita di numerosi premi, come Premio Rómulo Gallegos nel 2001 per il romanzo El viaje vertical, il Prix Médicis étranger nel 2003 per Il mal di Montano (El Mal de Montano), il Premio Gregor von Rezzori nel 2012 per Exploradores del abismo e il Premio Feronia-Città di Fiano 2017, tra gli altri.
I suoi libri sono stati tradotti in più di trenta lingue. 
È uno dei cavalieri fondatori dell'Ordine di Finnegans, un gruppo che si riunisce ogni anno a Dublino per onorare lo scrittore James Joyce. 
Vila-Matas è stato trasformato a sua volta in personaggio letterario numerose volte, e in diverse lingue, da scrittori spagnoli, italiani, francesi.  Anne Serre lo ha omaggiato facendone il co-protagonista del pastiche Voyage avec Vila-Matas. Gennaro Serio gli ha assegnato il ruolo dell'assassino nel romanzo Notturno di Gibilterra.

## Opere
- Mujer en el espejo contemplando el paisaje (Barcelona: Tusquets 1973).
- La asesina ilustrada (Barcelona: Tusquets 1977; Barcelona: Lumen 2005); trad. Danilo Manera e Elisabetta Pagani, L'assassina letterata, Roma: Voland 2004.
- Al sur de los párpados (Madrid: Fundamentos 1980).
- Nunca voy al cine (Barcelona: Laertes 1982)
- Impostura (Barcelona: Anagrama 1984).
- Historia abreviada de la literatura portátil (Barcelona: Anagrama 1985); trad. Lucrezia Panunzio Cipriani, Storia abbreviata della letteratura portatile, Palermo: Sellerio 1989; Milano: Feltrinelli, 2010.
- Una casa para siempre (Barcelona: Anagrama 1988).
- Suicidios ejemplares (Barcelona: Anagrama 1991); trad. Lucrezia Panunzio Cipriani, Suicidi esemplari, Palermo: Sellerio 1994; trad. rivista da Fiammetta Biancarelli, Roma: Nottetempo 2004.
- El viajero más lento (Barcelona: Anagrama 1992); trad. Eleonora Mogavero, Il viaggiatore più lento, Padova: Alet 2007.
- Hijos sin hijos (Barcelona: Anagrama 1993).
- Recuerdos inventados (Barcelona: Anagrama 1994).
- Lejos de Veracruz (Barcelona: Anagrama 1995).
- El traje de los domingos (Madrid: Huerga y Fierro 1995).
- Para acabar con los números redondos (Valencia: Pre-textos 1997).
- Extraña forma de vida (Barcelona: Anagrama 1997).
- El viaje vertical (Barcelona: Anagrama 1999); trad. Simone Cattaneo, Il viaggio verticale, Roma: Voland 2006.
- Desde la ciudad nerviosa (Barcelona: Alfaguara 2000 e 2004); trad. Natalia Cancellieri, Dalla città nervosa, Roma: Voland 2008.
- Bartleby y compañía (Barcelona: Anagrama 2000); trad. Danilo Manera, Bartleby e compagnia, Milano: Feltrinelli 2002.
- El mal de Montano (Barcelona: Anagrama 2002); trad. Natalia Cancellieri, Il mal di Montano, Milano: Feltrinelli 2005.
- Extraña notas de laboratorio (Mérida [Venezuela]: El otro, el mismo 2003 e 2007).
- Aunque no entendamos nada (Santiago de Chile: Sáez 2003).
- París no se acaba nunca (Barcelona: Anagrama 2003); trad. Natalia Cancellieri, Parigi non finisce mai, Milano: Feltrinelli 2003.
- El viento ligero en Parma (México Distrito Federal: Sexto Piso 2004).
- Doctor Pasavento (Barcelona: Anagrama 2005); trad. Pino Cacucci, Dottor Pasavento, Milano: Feltrinelli 2008.
- Exploradores del abismo (Barcelona: Anagrama 2007); trad. Pino Cacucci, Esploratori dell'abisso, Milano: Feltrinelli, 2011.
- Y Pasavento ya no estaba (Buenos Aires: Mansalva, 2008).
- Dietario voluble (Barcelona: Anagrama 2008).
- Ella era Hemingway. No soy Auster (Barcelona: Alfabia 2008).
- De l'imposture en littérature (Paris: Meet 2008).
- Dublinesca (Barcelona: Seix Barral, 2010); trad. Elena Liverani, Dublinesque, Milano: Feltrinelli 2010.
- Perder teorías (Barcelona: Seix Barral, 2010).
- Una vida absolutamente maravillosa (Barcelona: Mondadori 2011).
- Chet Baker piensa en su arte (Barcelona: Delbosillo, 2011).
- Aire de Dylan (Barcelona: Seix Barral, 2012); trad. Elena Liverani, Un'aria da Dylan, Milano: Feltrinelli 2012.
- Niña (Barcelona: Alfaguara, 2013).
- Kassel no invita a la lógica (Barcelona: Seix Barral, 2014); trad. Elena Liverani, Kassel non invita alla logica, Milano: Feltrinelli 2014.
- Marienbad eléctrico (Barcelona: Seix Barral, 2016).
- Mac y su contratiempo (Barcelona: Seix Barral, 2018); trad. Elena Liverani, Un problema per Mac, Milano: Feltrinelli, 2019.
- Esta bruma insensata (Barcelona: Seix Barral, 2019); trad. Elena Liverani, Questa bruma insensata, Milano: Feltrinelli, 2022.